# Michael Sturminger

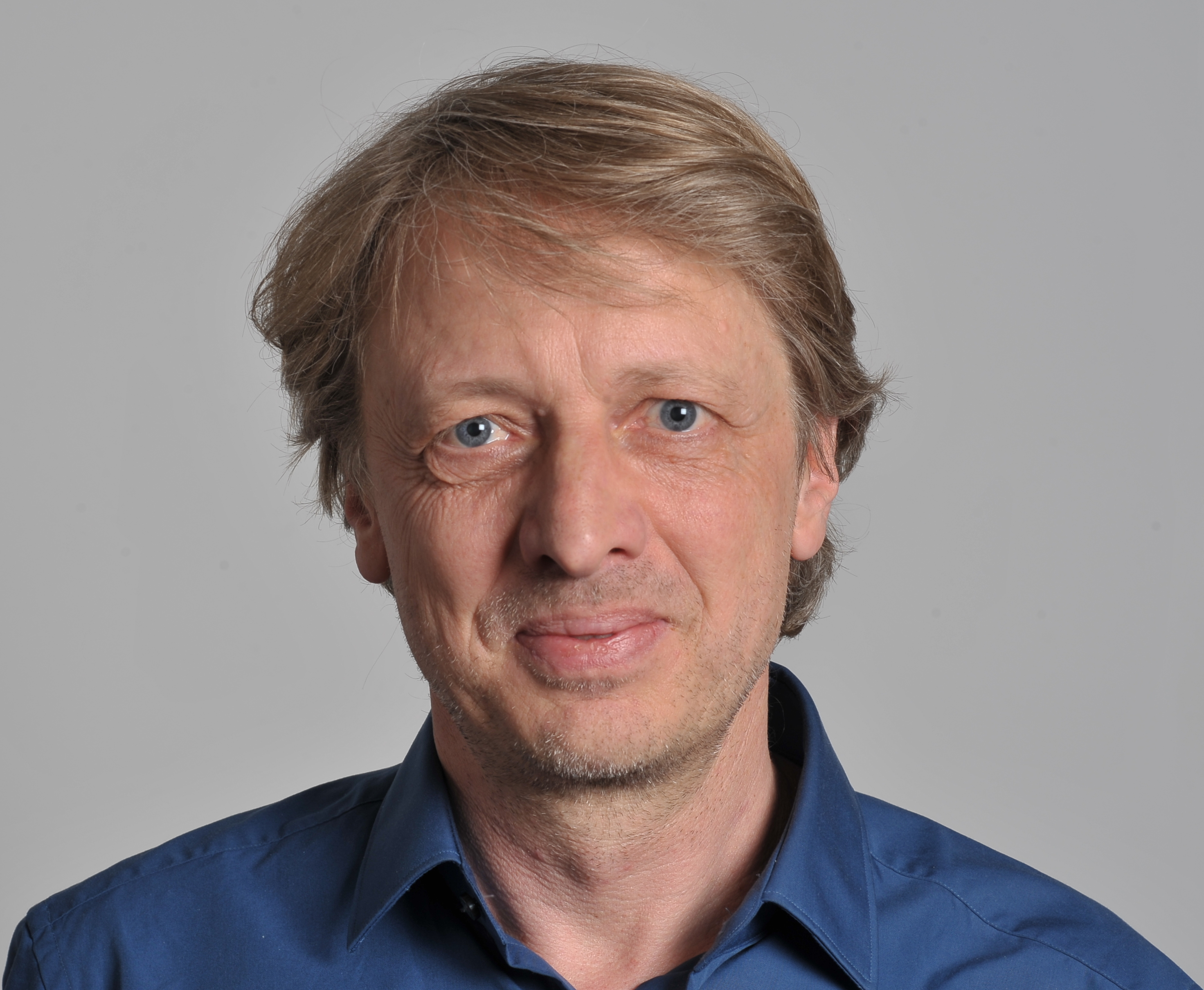
Michael Sturminger, 2016

Michael Sturminger (* 8. Jänner 1963 in Wien) ist ein österreichischer Regisseur und Autor.

## Leben und Werk
Seit seinem Studium an der Universität für Musik und darstellende Kunst Wien inszeniert und schreibt Sturminger für Musiktheater, Schauspiel und Film. Von 2014 bis 2022 war er Intendant der Sommerspiele Perchtoldsdorf, 2022 erhielt er das Ehrenkreuz der Marktgemeinde Perchtoldsdorf in Gold. Zu seinem Nachfolger als Intendant der Sommerspiele Perchtoldsdorf wurde Alexander Paul Kubelka bestellt.
Wichtige Inszenierungen entstanden unter anderen am Theater an der Wien, den Bregenzer Festspielen, der Wiener Staatsoper, dem Opernhaus Zürich, dem Nationaltheater Taipeh und den Salzburger Festspielen. Künstlerische Begegnungen verbinden ihn u. a. mit Valery Gergiev, Ulrich Seidl, Florian Flicker, Cecilia Bartoli sowie mit den Produktions- und Kostümdesignern Renate Martin und Andreas Donhauser.
In Zusammenarbeit mit Martin Haselböck und John Malkovich entstanden seit 2008 die Musiktheaterproduktionen The Infernal Comedy sowie The Giacomo Variationen, die in mehr als 150 Vorstellungen von Tiflis bis Santiago de Chile zu sehen waren, sowie der Kinofilm The Casanova Variations, der 2014 beim Internationalen Filmfestival von San Sebastian uraufgeführt wurde.

## Filmografie
- 2002: Zur Lage – Österreich in sechs Kapiteln – Regie/Drehbuch
- 2004: Hurensohn – Regie/Drehbuch
- 2008: Cecilia Bartoli: The Barcelona Concert, Dokumentarfilm
- 2008: Malibran Rediscovered: The Romantic Revolution, Dokumentarfilm
- 2013: Casanova Variations, Kinofilm – Regie/Drehbuch
- 2018: Toulouse, Fernsehdrama – Regie
- 2021: Stadtkomödie – Die Unschuldsvermutung (Fernsehreihe)

## Inszenierungen (Auswahl)
- 1991: Hilfe, Hilfe die Globolinks, Oper für Kinder von Gian Carlo Menotti, Opernhaus Zürich. Inszenierung: Michael Sturminger.
- 1994: Ein Narrenparadies, Oper für Kinder von Ofer Ben-Amots, Opernhaus Zürich in Coproduktion mit dem Festival Wien Modern, Uraufführung.
- 1995: Die Teufel von Loudun, Oper von Krzysztof Penderecki nach Aldous Huxley, Wiener Operntheater im Theater auf dem Steinhof.
- 1996: Die Entführung aus dem Serail, Singspiel von Wolfgang Amadeus Mozart, Hessisches Staatstheater Wiesbaden.
- 1997: Der kleine Schornsteinfeger, Kinderoper von Benjamin Britten, an der Wiener Kammeroper.
- 1998: Le Grand Macabre, Oper von György Ligeti am Tiroler Landestheater in Innsbruck.
- 1999: Warten auf Godot, Schauspiel von Samuel Beckett beim Donaufestival in Krems.
- 2000: Leonora, Oper von Ferdinando Paer. Produktion des Opernhaus Zürich in Winterthur.
- 2001: Werther, Oper von Jules Massenet an der Oper Köln.
- 2001: Der 35. Mai, Oper für Kinder von Violetta Dinescu an der Wiener Staatsoper.
- 2002: Wiener Blut, Operette von Johann Strauß. Produktion des Opernhaus Zürich in Winterthur.
- 2003: Was ihr wollt, Schauspiel von William Shakespeare. Produktion der Sommerspiele Perchtoldsdorf.
- 2004: Eine Nacht in Venedig, Operette von Johann Strauß. Produktion der Wiener Volksoper.
- 2005: Der Herr Nordwind, Oper von H.K. Gruber. Libretto: H.C. Artmann. Uraufführung am Opernhaus Zürich.
- 2006: Il sogno di Scipione, Oper von Wolfgang Amadeus Mozart. Koproduktion der Salzburger Festspiele mit dem Stadttheater Klagenfurt.
- 2007: Orfeo ed Euridice, Oper von Christoph Willibald Gluck. Produktion am Stadttheater Klagenfurt.
- 2008: The Infernal Comedy (Seduction and Despair), Musiktheater von Michael Sturminger (Text) und Martin Haselböck (Konzeption).
- 2009: Idomeneo, Opera seria von Wolfgang Amadeus Mozart. Neuinszenierung am Mariinsky
- 2010: Die Csárdásfürstin, Operette von Emmerich Kálmán.
- 2011: Ariadne auf Naxos, Neuinszenierung am Mariinsky Theater St. Petersburg.
- 2012: Eugen Onegin, Oper von Pjotr Iljitsch Tschaikowski, Produktion am Aalto-Musiktheater Essen.
- 2014: Ariadne auf Naxos, Oper von Richard Strauss. Produktion am National Theater in Taipei, Taiwan.
- 2015: Geschichten aus dem Wiener Wald, Musikstück von HK Gruber Neuvertonung nach Ödön von Horváth. Produktion am Theater an der Wien.
- 2016: Der Gott des Gemetzels, Theaterstück von Yasmina Reza. Produktion am Stadttheater
- 2017: Jedermann von Hugo von Hofmannsthal bei den Salzburger Festspielen
- 2018: Tosca, Oper von Giacomo Puccini bei den Osterfestspielen Salzburg
- 2023: Hiob, Oper von Bernhard Lang am Stadttheater Klagenfurt

## Auszeichnungen
- Hurensohn: Preis beim deutschen Filmfestival Max Ophüls Preis
- Romy, als Bestes Buch Kinofilm für „Casanova Variations“
- La Sonnambula, Theater am Gärtnerplatz, 43. Münchner AZ-Sterne
- Hiob, Stadttheater Klagenfurt, Österreichischer Musiktheaterpreis 2024 für Beste Erst-/Uraufführung[3]